# Frank Aiken
Frank Aiken (em irlandês: Proinsias Mac Aodhagáin; 13 de fevereiro de 1898 – 18 de maio de 1983) foi um político e oficial de alta atente do Exército Republicano Irlandês (IRA). Originalmente membro da Sinn Féin, ele mais tarde foi um dos fundadores do Fianna Fáil. Aiken foi eleito para a Dáil Éireann em 1923 e seguiu se elegendo até 1973. Ele também serviu como ministro da defesa (1932–1939), Ministro da Coordenação de Medidas Defensivos (1939–1945), Ministro das Finanças (1945–1948) e Ministro de Relações Exteriores (1951–1954 e 1957–1969). Aiken serviu como Tánaiste da Irlanda de 1965 até 1969. Ele é o segundo político com mais tempo no Parlamento Irlandês.